# Il rubino del Rayak
Il rubino del Rayak (A Prince of India) è un film muto del 1914 diretto e prodotto da Leopold e Theodore Wharton e distribuito in sala nell'ottobre del 1914 dalla Eclectic Film Company.
Girato a Ithaca, nello stato di New York, il film venne interpretato da Thurlow Bergen e da Elsie Esmond, due attori che provenivano dal teatro e che, nella vita reale, erano marito e moglie.
La sceneggiatura si basa su The Prince of India, romanzo di Lew Wallace pubblicato a New York nel 1893.

## Trama
In una piccola città universitaria americana giunge il rajah di Myore insieme al figlio; l'arrivo dei due attira l'attenzione di Moreland, un ladro gentiluomo. Il rajah, infatti, possiede un famoso diamante su cui il malvivente vuole mettere le mani. Per riuscirci, pensa di usare il fascino di Nell Reardon, una truffatrice che lui ricatta per ottenerne l'aiuto. La donna circuisce il giovane principe e, a una cena a cui partecipa anche Billy, un giornalista alle prime armi che deve seguire la visita del rajah, riesce a convincerlo a tirare fuori dalla cassaforte il meraviglioso gioiello, che è accompagnato da aurea oscura, quella di colpire con la sua maledizione chiunque entri in suo possesso, meno il suo legittimo proprietario. Il diamante scivola accidentalmente nel polsino di Billy che, più tardi, lo fa cadere inavvertitamente ai piedi del principe. Harley, uno degli scagnozzi di Moreland, riesce ad impossessarsene consegnandolo subito al suo capo. Allora Nell, che si è innamorata del principe, avverte il giovane del furto. Insieme a suo padre e a Billy, il principe indiano si mette all'inseguimento di Moreland che sta fuggendo in automobile. Dopo averlo finalmente raggiunto, il principe mette al tappeto il ladro e recupera la gemma rubata. Suo padre, impressionato dal coraggio dimostrato, gli perdona il suo comportamento avventato, quello di aver mostrato il diamante, mettendo tutti in pericolo, solo per soddisfare il capriccio di una donna. Il principe, pentito, quando Nell gli dichiara il suo amore, la respinge.

## Produzione
Il film fu girato negli studi di Ithaca della Wharton, la casa di produzione dei fratelli Leopold e Theodor Wharton, con il titolo di lavorazione Kiss of Blood.

## Distribuzione
Negli Stati Uniti, uscì distribuito dalla Eclectic Film Company, presentato in sala nell'ottobre 1914 in una versione della lunghezza di quattro rulli.
Il film, in Italia - dove fu distribuito dalla Pathé - ottenne il visto di censura 10960 nel dicembre 1925.